# Vitéz Szelim szultán híd
A Vitéz Szelim szultán híd (törökül: Yavuz Sultan Selim Köprüsü), vagy Harmadik Boszporusz-híd Isztambul harmadik olyan, a Boszporuszt átívelő hídja, amely Európát és Ázsiát köti össze. A híd a tengerszoros két partján, Isztambul európai oldalán Sariyer és Garipçe,  az anatóliai oldalon Beykoz és Poyrazköy kerületeit kapcsolja össze a Fekete-tenger közelében.  Az átjáró I. Szulejmán szultán édesapjának, I. Szelim szultán nevét viseli. A híd 59 méteres szélességével és pilléreinek 322 méteres magasságával a világ legszélesebb és legmagasabb függőhídja.

## Története
A Boszporusz-szoros felett korábban két híd már épült Isztambul belterületén. Az első Boszporusz-hidat 1973-ban nyitották meg, a Hódító Mehmed szultánról elnevezett második átjáró pedig 1988-ban készült el. Mivel a már meglévő két Boszporusz-híd forgalma exponenciálisan nőtt, már a 2000-es évek elején felmerült az igény egy harmadik híd megépítésére.
A projekt egyik célja, hogy kerülőutat képezve feloldja a nagyváros túlzsúfolt forgalmát. A török Közlekedési Minisztérium 2012-ben hagyta jóvá egy harmadik Boszporusz-híd létesítését. Az Otoyol 6 (O-6), vagy Észak-Márvány-tenger Autópálya (törökül: Kuzey Marmara Otoyolu – röviden: O-6), részeként megépítendő hídra kiírt pályázatot az İçtaş-Astaldi török-olasz konzorcium nyerte meg, 2012. május 29-én.
Az építkezés hivatalos kezdete az alapkőletételkor történt, amit Konstantinápoly elestének és az európai török terjeszkedés kezdetének 560. évfordulójára, 2013. május 29-re időzítettek.
Az irányonként négy forgalmi sávos autópályával és két vasúti sínpárral tervezett építményt, Recep Tayyip Erdoğan török elnök adta át a forgalomnak 2016. augusztus 26-án. A vasúti pályának csupán az alépítménye készült el. 2023-ban még hiányoztak róla a vágányok.
A beruházási költség 4,5 milliárd török líra (kb. 450 milliárd forint) volt. A híd várható napi forgalma 135 000 jármű mindkét irányban. Ez a leghosszabb kombinált autópálya/vasúti híd a világon.

## Fordítás
Ez a szócikk részben vagy egészben  a   Yavuz Sultan Selim Bridge című angol Wikipédia-szócikk fordításán alapul.  Az eredeti cikk szerkesztőit annak laptörténete sorolja fel. Ez a jelzés csupán a megfogalmazás eredetét és a szerzői jogokat jelzi, nem szolgál a cikkben szereplő információk forrásmegjelöléseként.